# 上見城
上見城（うわみじょう）は、富山県南砺市上見にあった日本の城。南砺市指定史跡。とやま城郭カードNo.47。

## 規模
舌状台地に築かれた山城。比高差は20メートル。2つの曲輪を持ち、尾根には大きな堀切を設けてこれを断絶している。主郭は台地の先端部に位置し東西に土塁、周囲に空堀を配置している。堀切に面したもう一方の郭は四方を土塁、空堀でがっちりと囲っており、県内では珍しい構造である。主郭には井戸も残されており、中からは薬研や鉄製の斧が見つかっている。麓に在る集落を内包した惣構えを有していたとも云われており、城域は広範に及ぶと考えられている。

## 歴史
天正年間（1573年 - 1591年）に篠村太左エ門が拠ったと伝わるが、築城年代や廃城年代は不明。ただし、戦国時代で下克上の世の中にあり、当時は北国街道封鎖のため、京や本願寺にいくには城端付近を通過しなければならず、かつ戦略的に各地の土豪は山城へ居を移した頃であり、この時期が城端城や上見城の起源と考えられる。
篠村氏は飛騨国帰雲城城主内ヶ島氏の家老で飛騨国荻町城城主だった山下時慶氏と血縁関係だった。具体的には時慶の長男の山下氏時の義理の父が上見城主・篠村太郎左衛門であり、義理の母が城端城城主の娘であった。
1573年（天正元年）一向一揆方の強い味方であった武田信玄が死亡し、1575年（天正3年）には織田信長が一向一揆が抑えていた越前に攻め込んだ。内ヶ島氏理の妻は井波瑞泉寺（一向一揆の中心）の娘ではあったものの、白川を守るために信長の元に馳せ参じた。また、城端城城主荒木大善も一向一揆と離反し、前田利家の家臣として名を連ねる事になった。1581年（天正9年）越中守護の成政が一揆掃討を始めた時、山下時慶の次男は人質として送られていたために、城端はその戦火を免れることになったといわれている。
太左エ門は飛騨国人や（内ヶ島氏と関係が深い）一向一揆と繋がりを持った人物であったと考えられている。また源融、渡辺綱の後裔で南北朝期に南朝方で活躍した渡辺照が興国2年（1341年）に後村上天皇から越中国上津見保を賜ったとされているが、上津見保をこの地に比定して上見城はその居館として築城、使用されたのではないかとする意見もある。

## 現在
保存状態は良好であり、土塁や虎口もはっきりと確認出来る。登山口付近に駐車スペースが在り、比高差もさほど無い為、見学には最適と言えよう。碑、案内板が建てられている。